# Ghemeș, Bistrița-Năsăud
Ghemeș (maghiară Gémestanya, germană Gemmesch) este un sat în comuna Milaș din județul Bistrița-Năsăud, Transilvania, România.

## Obiectiv memorial
Monumentul Eroilor Români din Primul Război Mondial. Obeliscul memorial este așezat pe un soclu din beton placat cu piatră rostuită, având o înălțime de 2,3 m. El este amplasat în centrul localității și nu este împrejmuit. Monumentul cinstește memoria ostașilor români căzuți în Primul Război Mondial. Pe fațada obeliscului se află un înscris comemorativ: „Ridicatus-au acest monument spre cinstirea eroilor din cătunul Ghemeș, morți în războiul mondial din/ 1914-1919“. Dedesubt sunt înscrise numele a 8 eroi și cuvintele „În veci amintirea lor“. 